# Natraj Temple

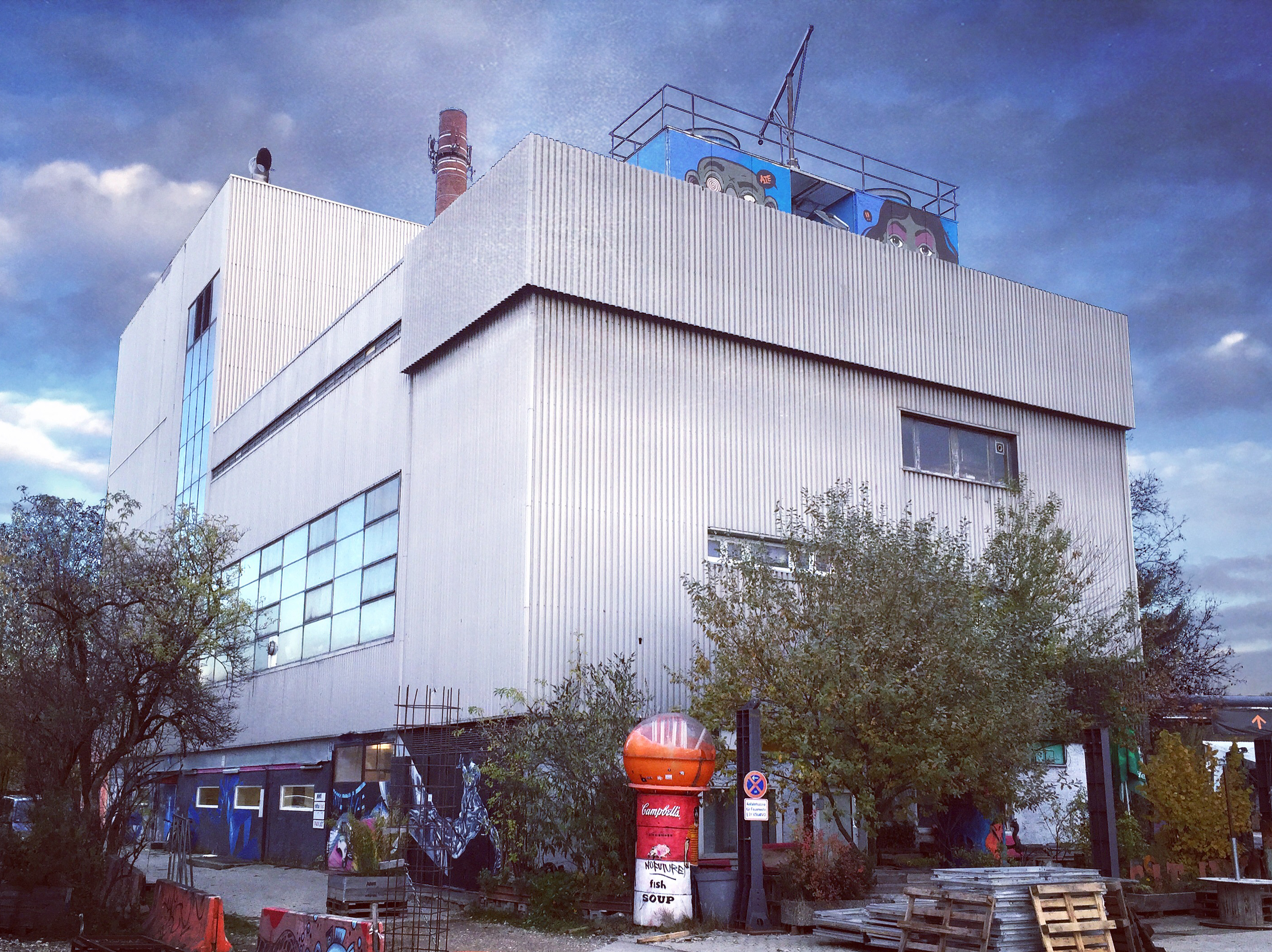
Das ehemalige Kraftwerksgebäude, in dem sich der Natraj Temple befand

Natraj Temple [natˈrɑːʒ ˈtem.pəl] war ein Goa- und Techno-Club in München, der vom Oktober 1996 bis 2008 existierte.

## Geschichte
Der im Sprachgebrauch meist nur kurz als Natraj bezeichnete Club zählte neben dem Tresor und dem E-Werk in Berlin, dem Dorian Gray und dem Omen in Frankfurt sowie dem Ultraschall, dem KW – Das Heizkraftwerk und dem Millennium in München in den 1990er Jahren zu den bekanntesten Clubs der Technokultur in Deutschland und galt als ein internationales Zentrum der Goa-Szene.

### Bedeutung
Die Bedeutung des Natraj Temple für die Technokultur ergibt sich daraus, dass es sich um einen der wenigen Techno-Clubs handelt, die sich komplett auf ein Spartengenre, in diesem Fall Goa (auch: Psytrance), spezialisierten. In der Goa-Szene nehmen an hinduistischen, buddhistischen oder schamanischen Motiven und Symbolen angelehnte Dekorationen, sowie Spiritualität und oft auch exzessiver Rausch eine wichtige Rolle ein. In den Medien standen dementsprechend auch meist die Ausgestaltung des Clubs mit psychedelischer Dekoration, die aufwändigen Kunstinstallationen sowie das alternative Szene-Publikum im Zentrum der Berichterstattung. So beschrieb der Spiegel den Natraj Temple als Ort „in dem viele bunte Tücher die hohen Wände verzieren und Langhaarige ihren Joint bei lila Licht und indischer Musik rauchen können“. Die Süddeutsche Zeitung beschrieb das Innere des Clubs als „Geisterbahnambiente, fluoreszierende Spinnweben, eine indische, vierarmige Göttin rotiert im Halbdunkel“, und berichtete von Frauen im Schneidersitz, Besuchern die sich stundenlang mit der Dekoration des Clubs unterhielten, und von „Goa-Freaks, die im tiefsten Winter halbnackt und barfuß den Natraj Tempel verließen, sich im Schnee suhlten und dann nach dem Krankenwagen riefen“. Auch in Reiseführern und Kulturratgebern war neben der musikalischen Spezialisierung auf Goa und Trance oft die kunstvolle Ausgestaltung des Clubs das zentrale Thema. Im Kulturverführer München wird von einem Drachen über der Tanzfläche, „kuscheligen Kissen in geheimnisvollen Nischen“ und einer intensiven Farbpalette bei der Dekoration geschrieben. Durch diese Besonderheiten machte sich der Goa-Club auch außerhalb der Szene europaweit einen Namen.

### Programm und Festivals
Das musikalische Programm des Clubs konzentrierte sich auf elektronische Musik der Stilrichtungen Goa-Techno und Psychedelic Trance. Oft spielten internationale DJ’s und Live-Acts im Natraj Temple. Regelmäßige Veranstaltungen trugen Namen wie Psychedelic Trance und Special Experience. Der Natraj Temple stellte regelmäßig eigene Lovemobiles auf der Münchner Technoparade Union Move und war auf dieser ebenfalls für die aufwändige Ausgestaltung der Wagen mit psychedelischer Dekoration bekannt. Auch veranstaltete der Club Open-Air-Festivals unter dem Namen Natraj Summer Dance.

## Aufbau des Clubs
Der Club befand sich im Kunstpark Ost im Münchner Stadtteil Berg am Laim in einem stillgelegten Fabrikgebäude. Er bestand aus einem Hauptbereich mit der Tanzfläche, die ein Stockwerk darüber von einer großen Empore mit dem so genannten Chill-out-Bereich umgeben war, sowie einem angeschlossenen Barraum mit einem Kiosk, in dem neben Getränken exotische Gewürze verkauft wurden. Im Jahr 2003 zog der Natraj Temple in die Räume des Clubs K41 um, und 2007 noch einmal in die Räume des ehemaligen Octagon.

## Sonstiges
Der Club gab regelmäßig Compilations heraus mit Namen wie Natraj Summer Dance oder Winterdance.